# Lijst van SA-Obergruppenführers
De volgende lijst geeft een overzicht van alle personen die de rang van een SA-Obergruppenführer hebben bereikt in de Sturmabteilung (SA), het "partijleger" van de NSDAP.
Als de hoogste rang die in deze organisatie bestond, werd de SA-Obergruppenführer uiterst zelden toegekend: met enkele miljoenen SA-leden tussen 1933 en 1945 werden slechts enkele tientallen mannen - volgens de huidige stand van het onderzoek zeventig - tot deze rang bevorderd.
In 1969 werd in opdracht van het Bundesarchiv door Horst Henrich de volgende lijst de "Rangliste der Obergruppenführer, Gruppenführer und Brigadeführer“ opgesteld. Op basis van een systematische verwerking van de door de SA-Führung zogenaamd uitgevaardigde "Führerbefehle", dat wil zeggen openbare mededelingen over bevorderingen in de SA, uit de jaren 1931 tot 1944.
De volgorde van personen in de lijst volgt hun anciënniteit, dat wil zeggen de datum van hun bevordering tot SA-Obergruppenführer.

## SA-Obergruppenführer
- Hermann Göring: 1 januari 1933[1]
- Franz von Epp: 1 januari 1933[2]
- Manfred von Killinger: 1 januari 1933
- Adolf Hühnlein: 1 januari 1933[3]
- August Schneidhuber: 1 januari 1933
- Curt von Ulrich: 1 januari 1933
- Heinrich Himmler: 1 januari 1933
- Hans Georg Hofmann: 1 april 1933[4]
- Edmund Heines: 20 april 1933[5]
- Fritz von Kraußer: 20 april 1933
- Friedrich-Wilhelm Krüger: 27 juni 1933
- Kurt Kühme: 27 juni 1933
- Dietrich von Jagow: 27 juni 1933
- Karl-Siegmund Litzmann: 27 juni 1933
- Rudolf Hess: 1 juli 1933
- Werner von Fichte: 20 juli 1933[6]
- Franz Seldte: 26 juli 1933
- Franz von Stephani: 1 november 1933
- Johann Baptist Fuchs: 9 november 1933[7]
- Heinrich Schoene: 20 april 1933
- Josef Dietrich: 1 juli 1934
- Wilhelm Brückner: 9 november 1934
- Arthur Böckenhauer: 9 november 1934
- Georg Mappes: december 1934
- Otto Herzog: 9 november 1936[8]
- Siegfried Kasche: 9 november 1936
- Adolf Beckerle: 9 november 1936
- Heinrich Bennecke: 9 november 1936
- Wilhelm Helfer: 9 november 1936
- Max Jüttner: 9 november 1936
- Wilhelm Jahn: 9 november 1936
- Heinrich August Knickmann: 9 november 1936
- Hans Frank: 9 november 1936
- Hermann Kriebel: 9 november 1936
- Adolf Kob: 9 november 1936
- Max Luyken: 9 november 1936
- Hanns Ludin: 9 november 1936
- Joachim Meyer-Quade: 9 november 1936
- Arno Manthey: 9 november 1937
- Hanns Günther von Obernitz: 9 november 1937
- Otto Schramme: 9 november 1937
- Baldur von Schirach: 9 november 1937
- Hans von Tschammer und Osten: 9 november 1937
- Wilhelm Weiß: 9 november 1937
- Kurt Günther: 9 november 1937
- Wolf-Heinrich von Helldorf: 9 november 1938[9]
- Filips van Hessen-Kassel: 9 november 1938
- Friedrich Pfeffer von Salomon: 9 november 1938
- August Wilhelm van Pruisen: 9 november 1938
- Arthur Rakobrandt: 9 november 1938
- Wilhelm von Schorlemer: 9 november 1938
- Friedrich Haselmayr: 11 april 1939[10]
- Heinrich Böhmcker: 6 oktober 1940[11]
- Heinrich Georg Fink von Finkenstein: 30 november 1941
- Herbert Fust: 30 januari 1941[12]
- Arthur Heß: 30 januari 1941[13]
- Günther Gräntz: 30 januari 1941[14]
- Franz von Hörauf: 30 januari 1941[15]
- Otto Marxer: 30 januari 1941
- Willy Liebel: 30 januari 1941
- Horst Raecke: 30 januari 1941
- Heinrich Haake: 24 januari 1942[16]
- Joseph Berchtold: 30 januari 1942[17]
- Heinz Späing: 30 januari 1942
- Ludwig Uhland: 30 januari 1942
- Paul Giesler: 30 januari 1943[18]
- Kurt Lasch: 20 april 1943
- Sigfried Uiberreither: 9 november 1943
- Georg Oberdieck: 23 januari 1944
- Hartmann Lauterbacher: 20 april 1944